# Kneżewo
Kneżewo, Kneževo (maced. Кнежево) – wieś w północno-wschodniej Macedonii Północnej, w gminie Kratowo.